# Rivea
Rivea é um género botânico pertencente à família Convolvulaceae. Possui algumas espécies conhecidas como glórias-da-manhã.

## Espécies
- Rivea corymbosa
- Rivea hypocrateriformis
- Rivea ornata
- Rivea sorsogonensis
- Rivea wightiana